# Daveyoungana collosa
Daveyoungana collosa är en insektsart som beskrevs av Blocker och Webb 1992. Daveyoungana collosa ingår i släktet Daveyoungana och familjen dvärgstritar. Inga underarter finns listade i Catalogue of Life.